# معركة كوكب الهوا (1182)
معركة كوكب الهوا أو معركة قلعة بلفوار وتسمى أيضاً معركة لو فوربيليه (بالفرنسية: Le Forbelet)، هي معركة وقعت خلال حملة 1182، عندما اشتبكت قوة صليبية بقيادة الملك بلدوين الرابع ملك بيت القدس مع جيش الأيوبيين القادم من مصر بقيادة صلاح الدين الأيوبي. نجح الصليبيون خلالها في تقويض جهود هجوم صلاح الدين الأيوبي. وقد شمل مسرح العمليات أيلة وما وراء الأردن وإمارة الجليل وبيروت.

## خلفية تاريخية
عُين صلاح الدين قائداً للقوات السورية ووزيراً للخليفة الفاطمي في مصر في 1169 وأنشأ السلطنة الأيوبية بعد فترة وجيزة. بدأ ببطء في توسيع هيمنته على الإمارات الإسلامية في سوريا التي كانت تحت سيطرة نور الدين الزنكي سابقاً. شن صلاح الدين الأيوبي هجوماً كبيراً على مملكة بيت القدس من مصر في 1177، لكن هزمه بلدوين الرابع (الملك الأبرص) في معركة تل الجزر. منذ ذلك الحين، تعلم القائد المسلم التغلب على المواهب العسكرية للملك الصليبي الشاب. وهزم بلدوين هزيمة ساحقة في معركة مرج عيون في لبنان في 1179.
عقد صلاح الدين هدنة بينه وبين اثنين من القادة المسيحيين في 1180، الملك بلدوين وريموند الثالث كونت طرابلس لمنع إراقة الدماء. ولكن بعد ذلك بعامين، اعتدى رينالد دي شاتيون، أمير إقطاعية الكرك شرق الأردن، على قوافل المسلمين التي كانت تمر عبر أراضيه في طريقها للحج بلا رحمة، منتهكاً بذلك الاتفاقيات الخاصة بالعبور الآمن للحجاج. امتعض صلاح الدين من هذا الانتهاك للهدنة، وجمع جيشه على الفور واستعد لمهاجمة العدو وتدميره.

## الحملة
غادر صلاح الدين الأيوبي مصر وقاد جيشه شمالاً نحو دمشق عبر أيلة على البحر الأحمر في 11 مايو 1182. وبينما كان يتحرك شمالاً، دخل جيشه الأراضي التابعة لإقطاعيات الشوبك والكرك. عسكر صلاح الدين في جربا وشن غارات على الشوبك، مما ألحق أضراراً جسيمة بالمحاصيل. فكر الأمراء الصليبيون في نهجين للعمل خلال مجلس الحرب. حيث يمكنهم التحرك عبر نهر الأردن لحماية الإقطاعيات المكشوفة. عارض ريموند كونت طرابلس هذه الإستراتيجية، قائلاً إن ذلك من شأنه أن يخلف عدداً قليلاً جداً من الجنود لحماية المملكة. رفض بلدوين العدواني رأي ريموند وانتقل الجيش الصليبي إلى البتراء في الأردن، للدفاع عن الأراضي التابعة له.
في هذه الأثناء، قاد ابن شقيق صلاح الدين، فروخ شاه، قوة من دمشق لتخريب إمارة الجليل اللاتينية غير المحمية حينها. وانضم أمراء بصرى وبعلبك وحمص وأتباعهم إلى فروخ في هذه الغارة المدمرة. وقبل عودتهم إلى دمشق، استولى المغيرون على قلعة مغارة حبس جلداك في وادي اليرموك من حاميتها الفرنجية الضعيفة.
كانت الجيوش الرئيسية لا تزال تواجه بعضها البعض في شرق الأردن. اُقتُرحت خطة إفرنجية لاحتلال مصادر المياه، ودفع صلاح الدين الأيوبي إلى الصحراء، لكن الصليبيين لم يتمكنوا من تنفيذها. تحرك القائد المسلم شمالاً ووصل إلى دمشق في 22 يونيو. عبر الصليبيون نهر الأردن مرة أخرى إلى الجليل وحشدوا جيشهم في صفورية، على بعد ستة أميال شمال غرب الناصرة.
خرج صلاح الدين من دمشق في 11 يوليو بعد فترة لالتقاط الأنفاس استمرت ثلاثة أسابيع، وتقدم إلى القهونا على الشاطئ الجنوبي لبحيرة طبريا. ومن هناك أرسل قوات للإغارة على وادي الأردن وغرين الكبرى (جنين) ومنطقة عكا. هاجمت إحدى سرايا الإغارة بيسان لكن جرى صدها. قاد صلاح الدين جيشه الرئيسي، وعبر إلى الجانب الغربي من نهر الأردن وتحرك جنوباً على طول الأرض المرتفعة.

## المعركة
عندما كشفت دوريات الاستطلاع مناورة القائد المسلم، صمم قادة الفرنجة على تحريك جيشهم الميداني لمواجهة جيش صلاح الدين مباشرةً. سار جيش الصليبيين إلى طبريا بعد دعمه بالتعزيزات عن طريق تجريد القلاع القريبة من معظم حامياتها، ثم اتجه جنوباً. قضى رجال بلدوين الليل في معسكرهم شديد الحراسة بالقرب من قلعة كوكب الهوا. واجه الجيش الأيوبي الصليبيين في صباح اليوم التالي.
تقدم الفرنجة عبر تشكيلهم المعتاد عند الاشتباك بأعدائهم. سار المشاة بترتيب متقارب، مع حملة الرماح للحماية من الهجوم المباشر والرماة للحفاظ على مسافة مع السراسنة. حمى الخدم فرسانهم الذين توافقوا مع وتيرة المشاة، وكانوا على استعداد لدفع أعدائهم عبر هجمات مُنظمة. كان الصليبيون قد نجححوا في استخدام هذا الأسلوب القتالي خلال معركة شيزر (1111) ومعركة بصرى (1147).
حاول جنود صلاح الدين من جانبهم، تقويض التشكيل الصليبي عن طريق رمي السهام من رماة الخيول، والهجمات الجزئية والتراجعات المخادعة. «من المحتمل أنه من وقت لآخر كان الأتراك يتقدمون إلى خُطوط قريبة، وقد دفع هذا بعض الكتاب إلى الإشارة إلى هذا العمل كونه معركة. ومن المرجح أنه على الرغم من وجود وقائع محدودة حدث فيها قتال عنيف، فإنه لم يكن هناك اشتباك ضاري.» في هذه الحالة، لم يكن ممكناً جر الفرنجة لخوض معركة ضارية أو التوقف. ولما لم يقدر صلاح الدين على التأثير في الجيش اللاتيني، توقف عن المعركة الجارية وعاد إلى دمشق.

## النتائج
لم يكن صلاح الدين قد انتهى بعد. حيث كان قد جهز أسطولاً مصرياً لمهاجمة بيروت. وغادر دمشق بمجرد أن رصدت كشافته ذلك الأسطول من الجبال اللبنانية، حيث سار عبر ممر المنيطرة وحاصر بيروت. وفي الوقت نفسه، أغارت قوة من مصر على جنوب مملكة بيت المقدس، مما تسبب في المزيد من الأضرار المحلية. استدعى بلدوين جيشه إلى صفورية، ثم سار إلى صور. ومن هناك استولى على وسائل النقل البحري ونظم محاولة لنجدة ميناء بيروت براً وبحراً. وعندما سمع صلاح الدين بهذه الجهود، رفع الحصار وأفشل هذه المحاولات في أغسطس 1182.
أمضى صلاح الدين الدؤوب الأشهر الاثني عشر التالية في حملاته في سوريا وبلاد الرافدين، حيث ضم حلب وعدداً من المدن الأخرى إلى مُلكه المتنامي. وغزا مملكة بيت المقدس مجدداً في سبتمبر 1183. استعاد بلدوين قلعة حبس جلداك في شرق الأردن لما تحرر من خصمه في أكتوبر 1182. بينما شن ريموند كونت طرابلس غارة على نفس المنطقة في ديسمبر، وقاد بلدوين قوة راكبة على بعد أميال قليلة من دمشق. ولكن هذه كانت مجرد ضربات خفيفة. بعد ذلك بوقت قصير، أصبح بلدوين عاجزاً تماماً بسبب الجذام واضطر إلى تعيين زوج أخته سيبيلا، غي دي لوزينيان، وصياً على العرش.

## تعقيب
منع الصليبيون أعدائهم من الاستيلاء على أي معاقل وحافظوا على سلامة جيشهم الميداني، فنجحوا في تحقيق هدفهم الاستراتيجي. لكن غارات صلاح الدين تسببت في إلحاق أضرار جسيمة بالريف. اعتمد حكام الفرنجة على ضرائب مستأجريهم، لكن لم يكن من الممكن جمع هذه الضرائب في حالة تلف المحاصيل. وبالتالي لم يكن في مقدور أمراء الفرنجة دفع رواتب جنودهم من غير المال. لذلك، فإن التخريب المتواصل أدي في النهاية إلى تحويل مملكة الفرنجة إلى حالة من العجز.
أجبر صلاح الدين الصليبيين على الدخول في معضلة قاسية. فإما أن يحشدوا جيشهم الميداني لمقاومة الجيش الإسلامي الرئيسي. أو البقاء لحراسة أملاكهم من الغارات المدمرة. ولم يكن في وسعهم القيام بالأمرين معاً لأن قوتهم العسكرية كانت محدودة. «خطأ واحد من قائد الفرنجة قد يؤدي إلى خسارة الجيش الميداني والحصون ومعهم المملكة بأكملها.» وهو ما حدث أخيراً خلال معركة حطين في 1187. التي سبقها تحضير حملة وخوض معركة الفولة.

## طالع أيضًا
- 1177: معركة مونتجيسارد
- 1179: معركة مرج عيون
- 1179: معركة مخاضة يعقوب
- 1183: معركة الفولة
- 1187: معركة عين جوزة
- 1187: معركة حطين